# Mom's Touch

ロゴ

Mom's Touch（マムズタッチ）は、韓国のハンバーガーチェーン。
韓国国内では1997年にソウルで最初の店舗が設立され、2024年2月現在で1420店舗があり、最も店舗数の多いハンバーガーチェーンである。
日本では2023年10月に渋谷で期間限定ストアがオープンし、2024年4月16日に渋谷で1号店がオープンした。
日本以外では、アメリカ合衆国、タイ、モンゴルにも店舗がある。